# Piet Oosterbroek
Pieter Oosterbroek (Heerhugowaard, 5 augustus 1900 - Meppel, 29 december 1971) was een Nederlands politicus en verzetsstrijder in de Tweede Wereldoorlog. Hij gaf leiding aan een verzetsgroep en nam deel aan een aanslag die leidde tot de razzia van Putten.

## Levensloop
Oosterbroek was van beroep landbouwer. In 1928 was hij bedrijfsleider bij De Ploeg in Best.

### Verzetsgroep in Putten
Oosterbroek was lid van de Communistische Partij van Nederland. In 1940 kwam hij in Putten wonen. Hij ontving zijn opdrachten van Gerben Wagenaar, die aanvankelijk leiding gaf aan de sabotagegroepen van de CPN en in 1943 toetrad tot de leiding van de Raad van Verzet (RVV). In mei 1942 dook Piet Dankaart, de broer van de vooraanstaande CPN'er Co Dankaart, onder in Putten. Hij ging nauw samenwerken met Oosterbroek. Ook een andere communist Christiaan Helsdingen sloot zich aan bij de groep. Oosterbroek was de leider van verzetsgroep die bestond uit ongeveer tien man; tot september 1944 waren zij uitsluitend buiten Putten actief. Zo verzamelden zij inlichtingen voor de RVV in de omgeving van Hoogland en Hoevelaken.
Op last van bovenaf zocht de groep-Oosterbroek in september 1944 toenadering tot een tweede groep die in Putten actief was, de groep-Van Geen. De ondergedoken politieman Ab Witvoet werd benoemd tot hoofd van de groep. Witvoet beriep zich erop dat hij in Genemuiden eerder ervaring had opgedaan in Knokploeg-verband. Via de RVV-districtscommandant Berend Dijkman zou de groep van RVV-topman Jan Thijssen de opdracht hebben ontvangen om Duitse ordonnansen, koeriers en stafauto's te overvallen. Daardoor zou de verwarring toenemen onder de Duitsers achter het front en kon nuttige informatie verkregen worden.

### Aanslag in Putten
Witvoet wees zeven mensen aan, waaronder Dankaart, Helsdingen en Oosterbroek om deel te nemen aan een overval. Ook de Britse militair Tex Banwell, die na de Slag om Arnhem was ontsnapt uit krijgsgevangenschap, nam deel aan de actie. Witvoet en Oosterbroek hadden hem een dag voor de aanslag ontmoet. In de nacht van 30 september op 1 oktober werd er bij de Oldenallerbrug (ook wel "Poorterbrug" genoemd) tussen Putten en Nijkerk een hinderlaag gelegd. Oosterbroek bestuurde de auto waarop een brengun was bevestigd. Een passerende auto met daarin vier officieren van de Wehrmacht werd beschoten. Bij het vuurgevecht kwamen een Duitse officier en een van de verzetsmensen (Frans Slotboom) om het leven. Twee van de inzittenden, korporaals, wisten te vluchten. De vierde Duitser raakte gewond en werd meegenomen door de verzetsgroep. 
Op de dag na de aanslag werd het bericht vernomen dat de er geen represailles tegen de bevolking zouden volgen als de vermiste Duitser zou opduiken of als de aanslagplegers zich zouden melden. Oosterbroek was fel tegenstander van dat laatste, omdat verzetsleden makkelijk tijdens een verhoor konden doorslaan en anderen daarmee in gevaar zouden kunnen brengen. De gewonde Duitser werd langs de kant van de weg bij een boerderij gelegd, waar hij op 2 oktober vroeg in de ochtend door een passerende boer werd ontdekt. Deze bracht hem over naar de dichtstbijzijnde Duitse wachtpost.
Op 1 oktober waren de Duitsers al begonnen met een razzia onder de mannelijke bevolking van Putten tussen de 17 en 50 jaar. Op 2 oktober werden 659 mannen afgevoerd, in eerste instantie naar Kamp Amersfoort en later naar concentratiekampen in Duitsland. 552 van hen overleefden de oorlog niet. Onder hen was Willem van Heesen, die ook deelnam aan de aanslag.

### Arrestatie
Op de dag dat de mannen werden afgevoerd bezocht Oosterboek Dijkman in Ermelo. Hij deed zijn beklag over de groepsleider Witvoet die tijdens de actie de benen had genomen en niet meer was gezien. Dijkman benoemde Oosterbroek daarom tot nieuwe leider van de groep. In de dagen na de razzia was er nauwelijks sprake van een organisatie, omdat de groepsleden alle kanten op waren gevlucht. Op het moment dat Oosterbroek weer het overzicht kreeg, sloeg het noodlot opnieuw toe. In de eerste week van november 1944 werd Thijssen opgepakt, op 15 november viel Dijkman in handen van de Duitsers. De Duitsers die Dijkman arresteerden troffen ook zijn gehele archief aan waardoor veel verzetsleden op de Veluwe konden worden gepakt.
Tijdens de verhoren sloeg Dijkman volledig door. Hij vertelde zijn ondervragers over een "bunker" die speciaal voor hem in het gehucht Drie was aangelegd. De SD legde daar op 13 december 1944 een hinderlaag. Een verzetsman werd direct doodgeschoten, meerdere anderen werden gepakt, onder wie de koerierster Aartjen Simon. Haar huis werd de volgende dag bezocht door een SD-er die zich voordeed als iemand van de illegaliteit. Hij wenste iemand van het verzet te spreken. Toen Oosterbroek arriveerde ontstond er een vuurgevecht waarbij Oosterbroek gewond raakte. Hij had een dwarslaesie en kwam in het ziekenhuis van Apeldoorn terecht. Zijn boerderij en woning werden geplunderd en in brand gestoken. Ironisch genoeg overleefde Oosterbroek dankzij zijn verlamming waarschijnlijk de oorlog. Hij behoorde niet tot de Toteskandidaten die na de aanslag op Hanns Rauter of op een ander moment werden geëxecuteerd, hoewel daar in zijn geval alle reden toe was.

### Naoorlogse jaren
Als gevolg van zijn verwondingen zou Oosterbroek de rest van zijn leven met krukken lopen. Hij speelde een belangrijke rol bij de politiezuivering en in kwesties rondom de Puttense illegaliteit. Hij was tevens de belangrijkste informant voor de NIOD-medewerker Wildschut die onderzoek deed naar de aanslag. Tijdens een bezoek van koningin Wilhelmina aan Putten op 4 juli 1945 bezocht zij hem thuis.
Bij de gemeenteraadsverkiezingen van 1946 werd Oosterbroek namens de CPN in de gemeenteraad gekozen, bij de verkiezingen drie jaar later verloor hij die zetel weer. Dit was overigens de enige keer dat er een communist in de gemeenteraad van Putten zat.

## Nasleep aanslag
Na de oorlog werden er meerdere onderzoeken naar de aanslag ingesteld. Een centrale vraag daarbij was wie opdracht had gegeven tot de aanslag, terwijl er een aanzienlijke kans bestond op represailles. Ook was er veel te doen om de (volgens sommigen amateuristische) manier waarop de aanslag was uitgevoerd. Oosterbroek bleef tot het einde van zijn leven volhouden dat de aanslag was uitgevoerd in opdracht van de RVV-districtcommandant Dijkman (die de order op zijn beurt weer van iemand anders had ontvangen). Hij verweet vooral Witvoet zijn manier van optreden tijdens de aanslag: "Hij was een commandant die zijn mannen in de steek liet".
NIOD-onderzoekster Madelon de Keizer stelde dat de "versie die Oosterbroek van "Putten" gaf als het meest "authentieke' wordt geaccepteerd". Hij was er al met al het best uitgesprongen. Hij genoot groot mededogen vanwege zijn ernstige invaliditeit en gezag en sympathie door zijn persoonlijkheid, zowel bij de burgerij als bij de autoriteiten. Hij kon de herinnering aan de aanslag geheel naar zijn hand zetten".
Volgens De Keizer had Oosterbroek maar één doel: "de versie van de aanslag te doen beklijven die voor hem en de nog overlevende leden van de verzetsgroep het meest gunstig was". Zo had hij een bewering in een onderzoek van de politieman Mulder naar de aanslag laten aanpassen. In die passage werd aanvankelijk gesteld dat er aan de actie slechts een "vage order" ten grondslag lag. Oosterbroek paste het aan naar een "welomschreven, schriftelijk bevel". De Keizer stelde over dat onderzoek dat vooral het falende handelen van Witvoet werd benadrukt. Waarom de aanslag precies was mislukt werd volgens haar niet duidelijk, noch het feit dat ook de andere leden van de groep na de aanslag de benen hadden genomen.

## Persoonlijk
Oosterbroek had een relatie met Leentje van Buuren (1900-1980), met wie hij drie kinderen kreeg. Zij gingen uit elkaar. In 1939 trouwde Oosterbroek met de eerder gescheiden Nellie Schuitemaker (1897-1966). Met haar kreeg hij een kind. Drie weken voor zijn dood trouwde hij met Cornelia Konijnenburg (1903-1993).